# Neomitranthes castellanosii
Neomitranthes castellanosii là một loài thực vật có hoa trong Họ Đào kim nương. Loài này được (Mattos & D.Legrand) Mattos mô tả khoa học đầu tiên năm 1981.